# Psaliodes nictitans
Psaliodes nictitans là một loài bướm đêm trong họ Geometridae.